# الاتحاد من أجل الجمهورية (بوركينا فاسو)
الاتحاد من أجل الجمهورية (بالفرنسية: Union pour la République)‏ هو حزب سياسي مسجل في بوركينا فاسو (فولتا العليا سابقًا). يقود الحزب حاليا توسان أبيل كوليبالي.  في الانتخابات التشريعية، 6 مايو 2007، فاز الحزب بخمسة مقاعد من أصل 111.
خلال انتفاضة بوركينا فاسو عام 2014، داهم المتظاهرون منزل كوليبالي وأحرقوه. كان قد دعم حكومة بليز كومباوري السابقة، الذي حكم منذ وصوله إلى السلطة عبر انقلاب عام 1987. 